# Dogarmo (sockenhuvudort i Kina, Qinghai Sheng, lat 35,07, long 101,81)
Dogarmo (kinesiska: 多禾茂, 多禾茂乡) är en sockenhuvudort i Kina. Den ligger i provinsen Qinghai, i den nordvästra delen av landet, omkring 170 kilometer söder om provinshuvudstaden Xining. Antalet invånare är 8 912. Befolkningen består av 4 406 kvinnor och 4 506 män. Barn under 15 år utgör 30 %, vuxna 15-64 år 64 %, och äldre över 65 år 5,0 %.
Runt Dogarmo är det glesbefolkat, med 9 invånare per kvadratkilometer. Dogarmo är det största samhället i trakten. Trakten runt Dogarmo består i huvudsak av gräsmarker.
Genomsnittlig årsnederbörd är 606 millimeter. Den regnigaste månaden är juli, med i genomsnitt 149 mm nederbörd, och den torraste är december, med 2 mm nederbörd.